# Saint-Jean-de-Liversay
Saint-Jean-de-Liversay ist eine französische Gemeinde mit 3.050 Einwohnern (Stand: 1. Januar 2022) im Département Charente-Maritime in der Region Nouvelle-Aquitaine; sie gehört zum Arrondissement La Rochelle und zum Kanton Marans. Die Einwohner werden Liversois genannt.

## Geographie
Saint-Jean-de-Liversay liegt etwa 24 Kilometer nordöstlich von La Rochelle. Der Fluss Sèvre Niortaise begrenzt die Gemeinde im Norden. Das Gemeindegebiet gehört zum Regionalen Naturpark Marais Poitevin. Umgeben wird Saint-Jean-de-Liversay von den Nachbargemeinden L’Île-d’Elle im Nordwesten und Norden, Vix im Norden und Nordosten, Taugon im Nordosten, Saint-Cyr-du-Doret im Osten, Ferrières im Südosten, Saint-Sauveur-d’Aunis im Süden, Nuaillé-d’Aunis im Südwesten sowie Marans im Westen.

## Bevölkerungsentwicklung
| 1962                       | 1968 | 1975 | 1982 | 1990 | 1999 | 2006 | 2012 | 2019 |
| 1377                       | 1300 | 1424 | 1508 | 1627 | 1697 | 2163 | 2570 | 2975 |
| Quellen: Cassini und INSEE |      |      |      |      |      |      |      |      |

(seit 1962 ohne Zweitwohnsitze)

## Sehenswürdigkeiten

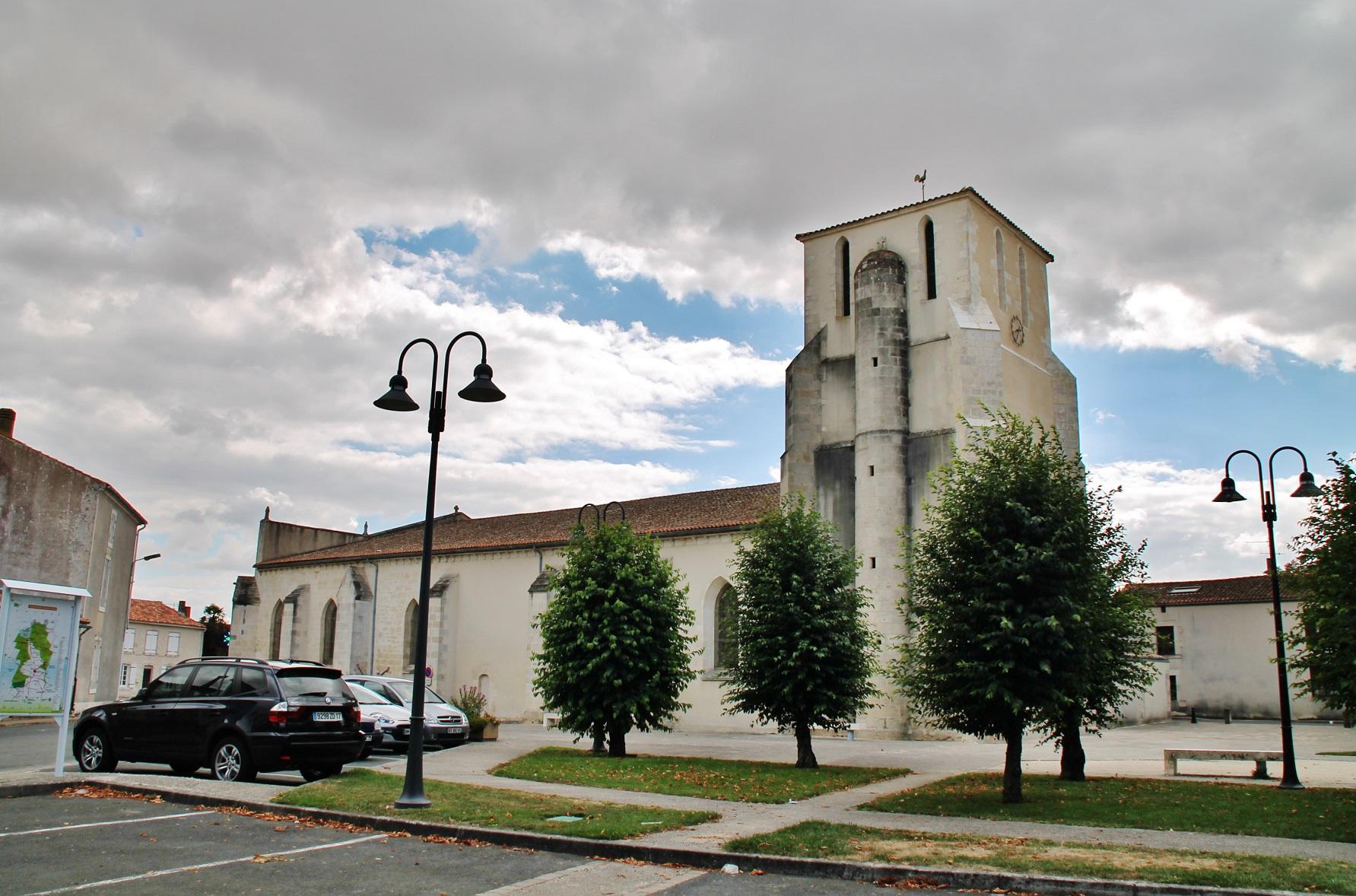
Kirche Saint-Jean-Baptiste

- Kirche Saint-Jean-Baptiste